# 東直門駅
東直門駅（とうちょくもんえき）は、中華人民共和国北京市東城区に位置する、北京地下鉄の駅。

## 概要
2号線・13号線・首都機場線の3路線が乗り入れる乗換駅である。
駅名はかつて当地にあった北京城の東直門からきている。京師環城鉄路の東直門駅を含めると現在の駅は二代目となる。

## 歴史
- 1984年9月20日 - 2号線開通と共に開業。
- 2003年1月28日 - 13号線が開通し当駅に接続。
- 2008年7月19日 - 機場線が開通し当駅に接続。

## 駅構造
地下駅。地下1階に改札口、地下2階と地下3階にホームがある。出口はAからHまでの7箇所設けられており、その内A・E・G出口は車椅子用の階段昇降機が設置されている。
2号線は地下2階に島式ホーム1面2線を有する。
13号線は地下2階に相対式ホーム2面2線を有しており、可動式ホーム柵が設置されている。
機場線は地下3階に相対式ホーム2面2線を有しており、フルスクリーンタイプのホームドアが設置されている。

### のりば

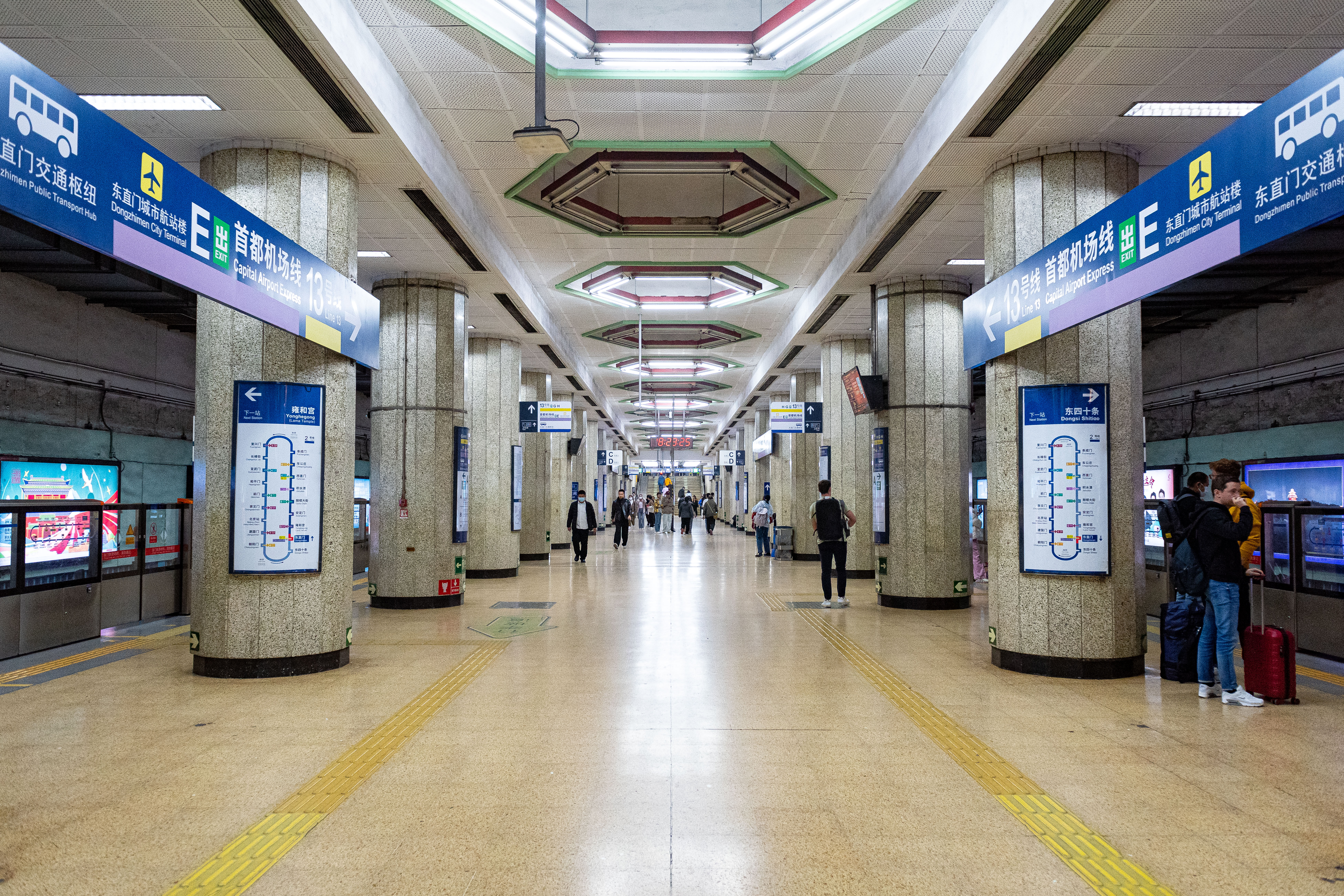
2号線ホーム
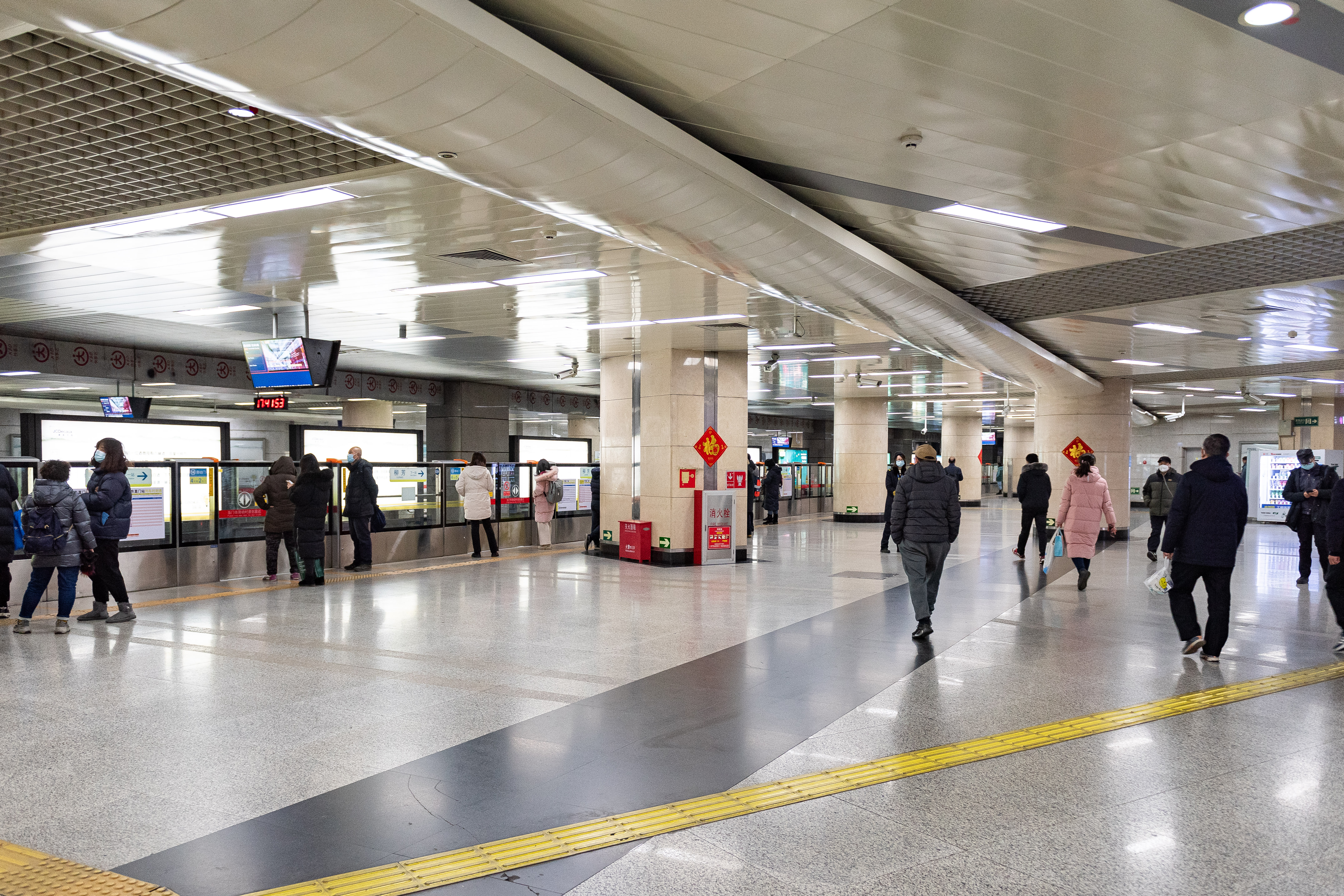
13号線ホーム
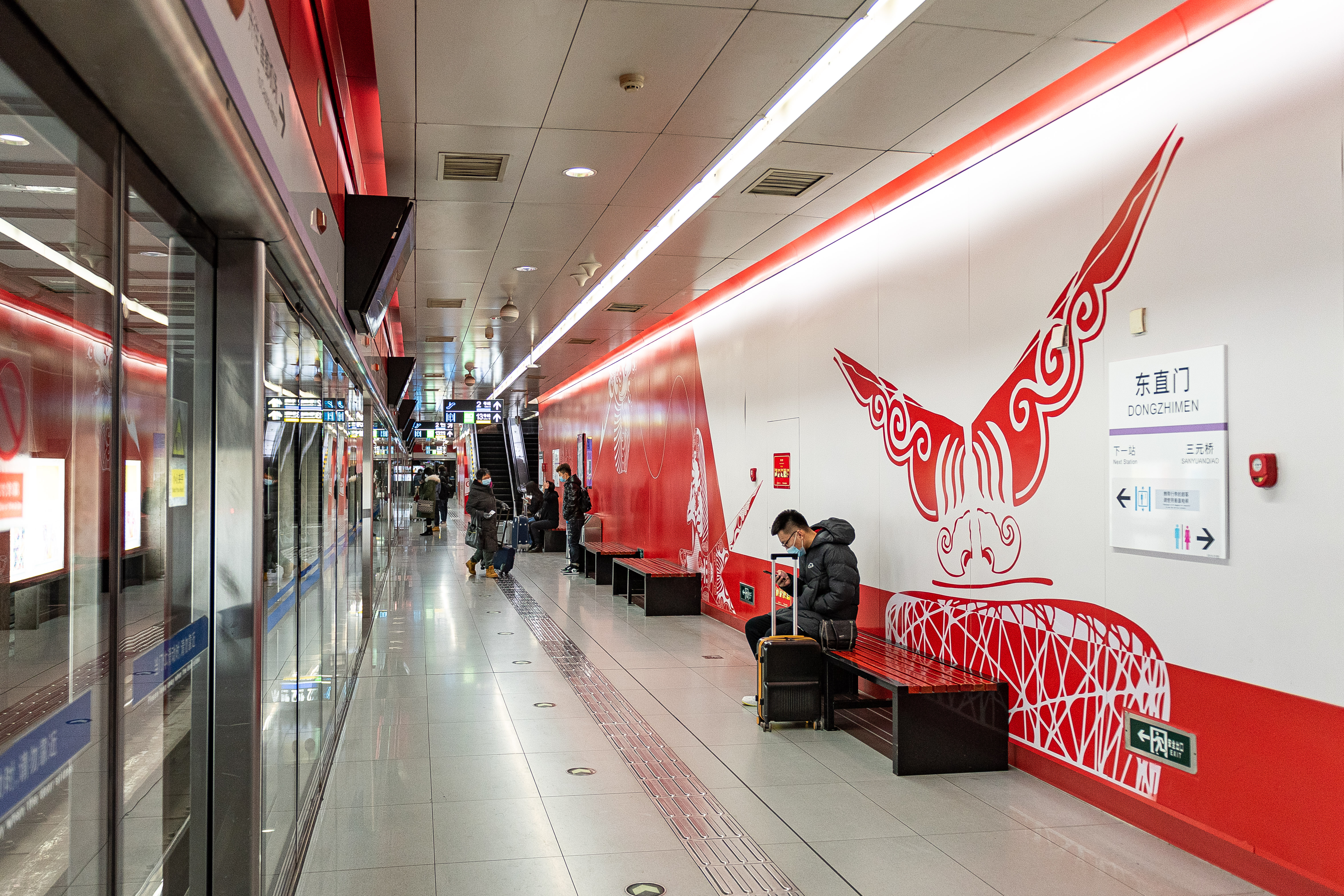
首都機場線ホーム

案内上ののりば番号は設定されていない。
| 2号線ホーム (B2F)      | 2号線ホーム (B2F) | 2号線ホーム (B2F)              |
| ---------------------- | ----------------- | ------------------------------ |
| 内回り                 | 2号線             | 東四十条・北京駅・前門方面     |
| 外回り                 | 2号線             | 雍和宮・鼓楼大街・西直門方面   |
| 13号線ホーム (B2F)     |                   |                                |
| 北方向                 | 13号線            | 霍営・西二旗・西直門方面       |
| 南方向                 | 13号線            | 当駅止まり                     |
| 首都機場線ホーム (B3F) |                   |                                |
| 東方向                 | 機場線            | 北京首都国際空港（T3・T2）方面 |
| 西方向                 | 機場線            | 北新橋方面                     |

- 2号線ホーム
- 13号線ホーム
- 首都機場線ホーム

## 駅周辺
- 東城区少年宮
- 北京市市公安局（中国語版）出入境管理所
- 南館公園
- 東直門外医院
- 中国中医科学院（中国語版）
- 東直門医院
- 北京市東直門中学（中国語版）
- 北京市第一六三中学
- 北京市第五十五中学
- 三里屯
- 東直門交通枢軸（中国語版）
- 東直門内大街（中国語版）

## 隣の駅
北京地下鉄
 2号線
東四十条駅 - 東直門駅 - 雍和宮駅
 13号線
柳芳駅 - 東直門駅
 首都機場線
北新橋駅 - 東直門駅 - 三元橋駅